# NGC 5495
NGC 5495 (другие обозначения — ESO 511-10, MCG -4-34-1, AM 1409-265, IRAS14095-2652, PGC 50729) — спиральная галактика с перемычкой (SBc) в созвездии Гидра.
Этот объект входит в число перечисленных в оригинальной редакции «Нового общего каталога».